# گریگوری کورگانوف
گریگوری کورگانوف (انگلیسی: Grigory Korganov; ۳۰ ژوئیهٔ ۱۸۸۶ – ۲۰ سپتامبر ۱۹۱۸) یک کنشگر سیاسی، و انقلابی اهل ارمنستان-گرجستان بود. وی یکی از ۲۶ کمیسار باکو و از رهبران حزب بلشویک در آذربایجان در طی انقلاب روسیه بود.